# Johan Bäckman

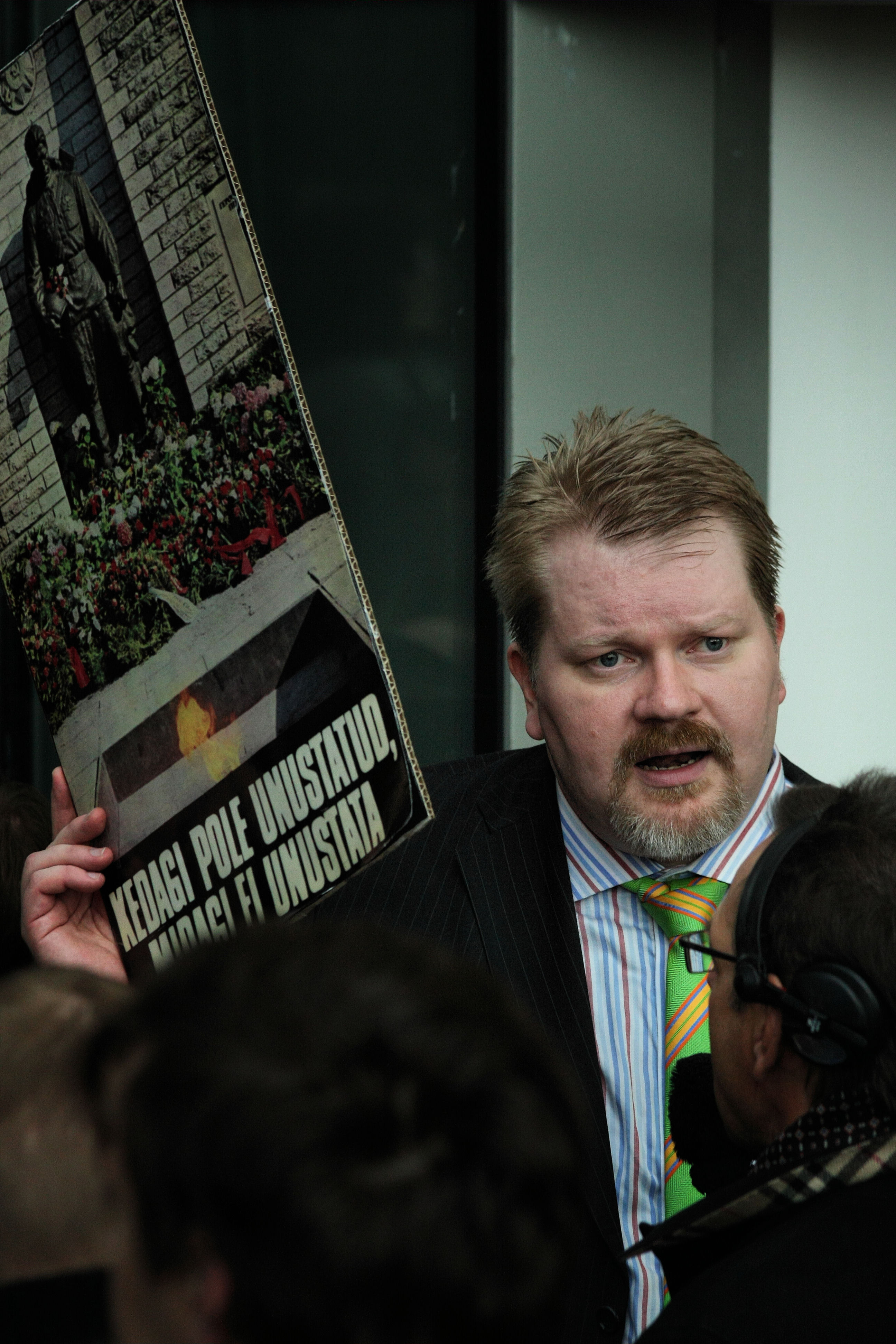
Bäckman 2009 in Helsinki

Johan Bäckman (* 18. Mai 1971) ist ein finnischer politischer Aktivist, der als Unterstützer des russischen Präsidenten Wladimir Putin gilt.

## Politische Aktivitäten
Johan Bäckman vertritt die These, dass die 2006 ermordete Journalistin Anna Politkowskaja ihre eigene Ermordung in Auftrag gegeben habe.
Er repräsentierte 2013 die Organisation „Narodny Sobor“ bei Sorgerechtsstreitigkeiten russischer Staatsbürger in Finnland.
Bäckman trat 2014 als Wahlbeobachter beim umstrittenen Referendum über den Status der Krim vor der völkerrechtswidrigen Annexion der Krim durch Russland  auf und bewertete das Referendum als „absolut legitim im Rahmen des internationalen Rechtes“.
Bäckman hält sich nach einem Artikel der New York Times vom Mai 2016 überwiegend in Moskau auf. Er wird in russischen Medien als „Verteidiger der Menschenrechte“ vorgestellt und tritt auch als Vertreter der nicht anerkannten Volksrepublik Donezk auf. So kündigte er beispielsweise 2014 an, eine Botschaft der Volksrepublik werde in Helsinki eröffnet.
Bäckman ist nordeuropäischer Sprecher des Russischen Instituts für Strategische Studien (RISS). Dabei handelt es sich um eine von Präsident Putin ins Leben gerufene und von Russland finanzierte Organisation, welche die Interessen des Kremls in Finnland, Bulgarien, Frankreich und in der Türkei vertritt. Laut der finnischen Rundfunkanstalt Yleisradio unterhält das RISS Kontakte zu russischen Geheimdiensten.

## Ermittlungen und Anklage
Im Zusammenhang mit Recherchen der finnischen Presse zur Manipulation von prorussischen Meinungen im Internet durch die Troll-Armee des russischen Staates stellte Bäckman die Untersuchungen als Versuch dar, die freie Meinungsäußerung prorussischer Finnen unterdrücken zu wollen. Er behauptete, die Russische Föderation selbst sei Ziel einer Desinformationskampagne „des Westens“. Die recherchierende finnische Journalistin Jessikka Aro wurde von Bäckman als „bekannte Helferin amerikanischer und baltischer Geheimdienste“ in russischen Medien diffamiert. Aro hatte im September 2014 einen Artikel darüber geschrieben, wie Russland durch aktive Maßnahmen und den Einsatz von Trollnetzwerken die öffentliche Meinung in Finnland beeinflusst. Einen Tag nach der Veröffentlichung ihres Artikels beschuldigte Bäckman sie unter anderem, eine illegale Datenbank von Putin-Unterstützern in Finnland zusammenzustellen. In der Folge wurde sie im Internet diffamiert und massiv belästigt. Bäckman war einer der Hauptbeteiligten an der Kampagne gegen Aro.
2016 nahm die Polizei Ermittlungen in dem Fall auf. Am 26. März 2018 erhob die Staatsanwaltschaft Helsinki Anklage gegen Bäckman. Ihm wird vorgeworfen, von 2014 bis 2016 Aro schwer verleumdet und belästigt zu haben. Sein Ziel sei gewesen, Aros Arbeit zu beeinflussen.
Am 18. Oktober 2018 wurde den Anklagen gegen Bäckman und Ilja Janizkin, der Betreiber und Gründer einer rechtsextremen pro-russischen Webseite, stattgegeben. Bäckman wurde wegen Verleumdung und Stalking schuldig gesprochen und erhielt ein Jahr Freiheitsstrafe auf Bewährung während Janitskin zu 22 Monaten Gefängnis verurteilt wurde und 136.000 Euro Entschädigung an Aro zahlen muss.